# Campionatul European de Fotbal 2012
Campionatul European de Fotbal UEFA 2012 a fost cel de-al paisprezecelea Campionat European pentru echipele naționale de fotbal. Polonia și Ucraina au fost țările gazdă ale turneului final, programat pentru vara lui 2012, în urma alegerii ofertei lor comune de către Comitetul Executiv al UEFA, pe 18 aprilie 2007, la Cardiff, Țara Galilor. Această ofertă a învins celelalte oferte din Italia și Croația / Ungaria, devenind cel de-al treilea Campionat European găzduit de două țări, după cele din Belgia / Țările de Jos, pentru Euro 2000, și Austria / Elveția pentru Euro 2008.
Finala s-a desfășurat pe Stadionul Olimpic din Kiev.
Orașele alese pentru găzduirea meciurilor sunt:
- Polonia: Gdańsk, Poznań, Varșovia și Wrocław
- Ucraina: Dnipropetrovsk, Donețk, Kiev și Lvov

Pe 18 aprilie 2007 Comitetul executiv al UEFA a selecționat candidatura câștigătoare cu o majoritate de 8 voturi, după ce a studiat cele trei dosare rămase în cursa pentru organizarea competiției: Polonia și Ucraina, Croația și Ungaria, și Italia.
În finala campionatului de la Stadionul Olimpic din Kiev, echipa națională de fotbal a Spaniei și-a apărat titlul european și a câștigat pentru a doua oară consecutiv Cupa Henri Delaunay, învingând Italia cu 4-0.

## Stadioane
La acest campionat european s-au jucat 31 de meciuri: 15 în Polonia și 16 în Ucraina. Meciurile pe care le-au găzduit fiecare oraș sunt:
- Kiev: 3 meciuri din grupă, un sfert de finală, o semifinală și finala (6 meciuri în total)
- Donețk: 3 meciuri din grupă și un sfert de finală
- Harkov: 3 meciuri din grupă
- Liov: 3 meciuri din grupă
- Varșovia: 3 meciuri din grupă incluzând meciul de deschidere, un sfert de finală și o semifinală  (5 meciuri în total)
- Gdańsk: 3 meciuri din grupă și un sfert de finală
- Poznań: 3 meciuri din grupă
- Wrocław: 3 meciuri din grupă

## Infrastructură
| Varșovia                              | Poznań                                 | Gdańsk                                | Wrocław                                |
| ------------------------------------- | -------------------------------------- | ------------------------------------- | -------------------------------------- |
| Stadionul Național Capacitate: 58.145 | Stadionul Municipal Capacitate: 43.098 | Baltic Arena Capacitate: 40.818       | Stadionul Municipal Capacitate: 42.771 |
|                                       |                                        |                                       |                                        |
|                                       |                                        |                                       |                                        |
| Kiev                                  | Donețk                                 | Harkov                                | Liov                                   |
| Olympic NSC Capacitate: 70.050        | Donbas Arena Capacitate: 51.504        | Stadionul Metalist Capacitate: 38.633 | Arena Liov Capacitate: 34.915          |
|                                       |                                        |                                       |                                        |

### Șederea echipelor
Fiecare echipă are o „bază” pentru șederea lor dintre meciuri. Dintr-o listă de 38 de potențiale locuri (21 în Polonia, 17 în Ucraina), asociațiile naționale și-au ales locul în 2011. Aceste baze au fost destinația inițială pentru toate echipele la sosirea lor. Echipele se vor antrena și odihni în aceste locuri pe durata campionatului, urmând să călătorească în locul de desfășurare a meciurilor. Treisprezece echipe stau în Polonia și trei în Ucraina.

## Calificări
Echipele gazdă – Polonia și Ucraina
     Națională calificată
     Națională necalificată
     Țara nu este membră UEFA

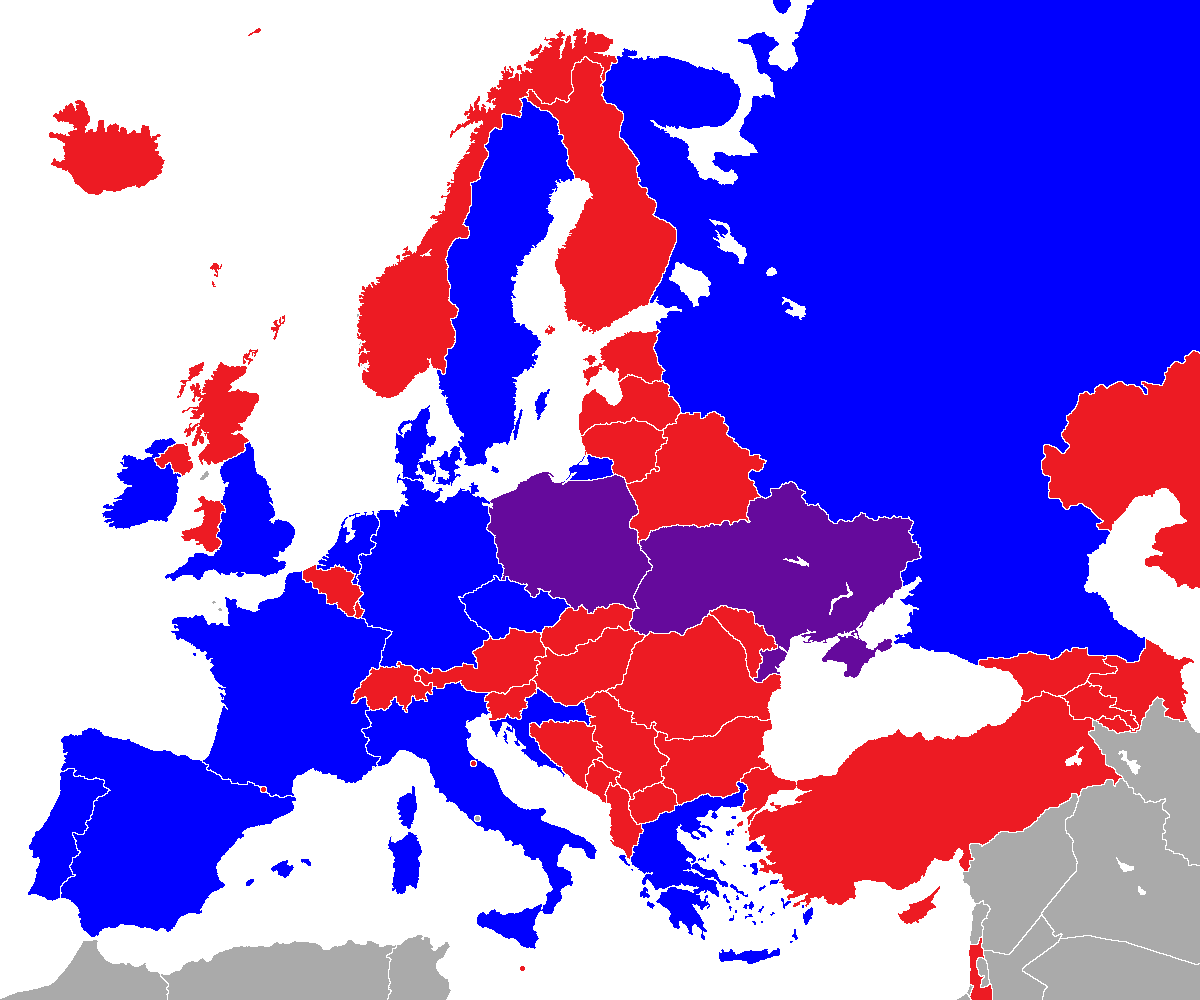
Echipele gazdă – Polonia și Ucraina
Națională calificată
Națională necalificată
Țara nu este membră UEFA

Extragerea grupelor pentru Preliminariile Campionatului European de Fotbal 2012 a avut loc pe 7 februarie 2010 în Varșovia, Polonia.

### Echipele calificate
| Țara          | Calificată ca        | Data calificării  | Prezențe în trecut                                              |
| ------------- | -------------------- | ----------------- | --------------------------------------------------------------- |
| Polonia       | Gazdă                | 18 aprilie 2007   | 1 (2008)                                                        |
| Ucraina       | Gazdă                | 18 aprilie 2007   | 0 (prima prezență)                                              |
| Germania      | Câștigătoare Grupa A | 7 iunie 2011      | 10 (1972, 1976, 1980, 1984, 1988, 1992, 1996, 2000, 2004, 2008) |
| Italia        | Câștigătoare Grupa C | 6 septembrie 2011 | 7 (1968, 1980, 1988, 1996, 2000, 2004, 2008)                    |
| Spania        | Câștigătoare Grupa I | 6 septembrie 2011 | 8 (1964, 1980, 1984, 1988, 1996, 2000, 2004, 2008)              |
| Țările de Jos | Câștigătoare Grupa E | 7 octombrie 2011  | 8 (1976, 1980, 1988, 1992, 1996, 2000, 2004, 2008)              |
| Anglia        | Câștigătoare Grupa G | 7 octombrie 2011  | 7 (1968, 1980, 1988, 1992, 1996, 2000, 2004)                    |
| Rusia         | Câștigătoare Grupa B | 11 octombrie 2011 | 9 (1960, 1964, 1968, 1972, 1988, 1992, 1996, 2004, 2008)        |
| Franța        | Câștigătoare Grupa D | 11 octombrie 2011 | 7 (1960, 1984, 1992, 1996, 2000, 2004, 2008)                    |
| Grecia        | Câștigătoare Grupa F | 11 octombrie 2011 | 3 (1980, 2004, 2008)                                            |
| Danemarca     | Câștigătoare Grupa H | 11 octombrie 2011 | 8 (1960, 1964, 1984, 1988, 1992, 1996, 2000, 2004)              |
| Suedia        | Cel mai bun loc 2    | 11 octombrie 2011 | 4 (1992, 2000, 2004, 2008)                                      |
| Croația       | Câștigătoare baraj   | 15 noiembrie 2011 | 3 (1996, 2004, 2008)                                            |
| Irlanda       | Câștigătoare baraj   | 15 noiembrie 2011 | 1 (1988)                                                        |
| Cehia         | Câștigătoare baraj   | 15 noiembrie 2011 | 7 (1960, 1976, 1980, 1996, 1992, 1996, 2000, 2004)              |
| Portugalia    | Câștigătoare baraj   | 15 noiembrie 2011 | 5 (1984, 1996, 2000, 2004, 2008)                                |

- ^1 Anii îngroșați reprezintă titlurile câștigate
- ^2 drept Germania de Vest
- ^3 drept Uniunea Sovietică
- ^4 drept CSI
- ^5 drept Cehoslovacia

## Urne valorice
Tragerea la sorți a grupelor turneului final a avut loc pe 2 decembrie 2011 la Kiev, Ucraina.
| Urna 1                                                         | Urna 2                                               | Urna 3                                                    | Urna 4                                                               |
| -------------------------------------------------------------- | ---------------------------------------------------- | --------------------------------------------------------- | -------------------------------------------------------------------- |
| - Spania (1) - Țările de Jos (2) - Ucraina (15) - Polonia (28) | - Germania (3) - Italia (4) - Anglia (5) - Rusia (6) | - Croația (7) - Grecia (8) - Portugalia (9) - Suedia (10) | - Danemarca (11) - Franța (12) - Cehia (13) - Republica Irlanda (14) |

Locul în clasamentul coeficienților UEFA este afișat între paranteze. Aceștia sunt calculați după formula:
- 40% media punctelor pe meci, câștigate în meciurile de calificare la Euro 2012.
- 40% media punctelor pe meci, câștigate în meciurile de calificare la Campionatul Mondial din 2010 și de la turneul final.
- 20% media punctelor pe meci, câștigate în meciurile de calificare la Euro 2008 și de la turneul final.

## Echipele
Toate asociațiile de fotbal participante au trebuit să trimită un lot de douăzeci și trei de jucători, dintre care trei portari, până pe 29 mai 2012.
Valoarea totală a premiilor oferite la Campionatul European este de 196 de milioane €, cu 12 milioane € mai mult decât la turneul anterior. Fiecare echipă va primi 8 milioane de la început și își vor mări această sumă pe baza performanțelor lor:
- Campionii: 7,5 milioane €
- Vicecampionii: 4,5 milioane €
- Semifinaliști: 3 milioane €
- Sfert finalisți: 2 milioane €
- Locul trei în grupă: 1 milioan €
- Câștigarea unui meci din grupă: 1 milion €
- Egal într-un meci din grupă: 0,5 milioane €

| Echipa            | Grupa | Premiu (mil. €) | Sosire  | Ultimul meci | Baza                     | Localități faza grupelor | Localități sferturi | Localități semifinale | Localitate finală |
| ----------------- | ----- | --------------- | ------- | ------------ | ------------------------ | ------------------------ | ------------------- | --------------------- | ----------------- |
| Croația           | C     | 10,5            | iunie 5 | iunie 18     | Warka Lângă Varșovia     | Gdańsk și Poznań         |                     |                       |                   |
| Cehia             | A     | 12,0            | iunie 3 | iunie 21     | Wrocław                  | Wrocław                  | Varșovia            |                       |                   |
| Danemarca         | B     | 10,0            | iunie 4 | iunie 17     | Kołobrzeg                | Harkov și Lviv           |                     |                       |                   |
| Anglia            | D     | 12,5            | iunie 6 | iunie 24     | Cracovia                 | Kiev și Donețk           | Kiev                |                       |                   |
| Franța            | D     | 11,5            | iunie 6 | iunie 23     | Donețk                   | Kiev și Donețk           | Donețk              |                       |                   |
| Germania          | B     | 16,0            | iunie 3 | iunie 28     | Gdańsk                   | Harkov și Lviv           | Gdańsk              | Varșovia              |                   |
| Grecia            | A     | 11,5            | iunie 3 | iunie 22     | Jachranka Lângă Varșovia | Varșovia și Wrocław      | Gdańsk              |                       |                   |
| Republica Irlanda | C     | 8,0             | iunie 5 | iunie 18     | Sopot Lângă Gdańsk       | Gdańsk și Poznań         |                     |                       |                   |
| Italia            | C     | 19,5            | iunie 5 | iulie 1      | Cracovia                 | Gdańsk și Poznań         | Kiev                | Varșovia              | Kiev              |
| Țările de Jos     | B     | 8,0             | iunie 4 | iunie 17     | Cracovia                 | Harkov                   |                     |                       |                   |
| Polonia           | A     | 9,0             | mai 28  | iunie 16     | Varșovia                 | Varșovia și Wrocław      |                     |                       |                   |
| Portugalia        | B     | 15,0            | iunie 4 | iunie 27     | Opalenica Lângă Poznań   | Harkov și Lviv           | Varșovia            | Donețk                |                   |
| Rusia             | A     | 10,5            | iunie 3 | iunie 16     | Varșovia                 | Varșovia și Wrocław      |                     |                       |                   |
| Spania            | C     | 23,0            | iunie 5 | iulie 1      | Gniewino Lângă Gdańsk    | Gdańsk                   | Donețk              | Donețk                | Kiev              |
| Suedia            | D     | 9,0             | iunie 6 | iunie 19     | Kiev                     | Kiev                     |                     |                       |                   |
| Ucraina           | D     | 10,0            | iunie 6 | iunie 19     | Kiev                     | Kiev și Donețk           |                     |                       |                   |

- Polonia
- Ucraina

## Arbitrii
UEFA a numit cei doisprezece arbitri și patru arbitri de rezervă pentru meciurile de la Campionatul European de Fotbal 2012 pe 20 decembrie 2011. Fiecare echipă este formată din cinci oficiali din aceeași echipă: un arbitru central, doi arbitri asistenți și doi arbitri asistenți adiționali. În plus, a fost numit un al treilea arbitru asistent din fiecare țară, care va fi rezervă pentru ceilalți în caz de necesitate. Ca urmare a studiului realizat în Liga Campionilor și UEFA Europa League, doi arbitri asistenți adiționali vor sta în spatele porții pentru prima dată în istoria Campionatului European.
| Țara          | Arbitru                 |
| ------------- | ----------------------- |
| Anglia        | Howard Webb             |
| Franța        | Stéphane Lannoy         |
| Germania      | Wolfgang Stark          |
| Ungaria       | Viktor Kassai           |
| Italia        | Nicola Rizzoli          |
| Țările de Jos | Björn Kuipers           |
| Portugalia    | Pedro Proença           |
| Scoția        | Craig Thomson           |
| Slovenia      | Damir Skomina           |
| Spania        | Carlos Velasco Carballo |
| Suedia        | Jonas Eriksson          |
| Turcia        | Cüneyt Çakır            |

## Faza grupelor

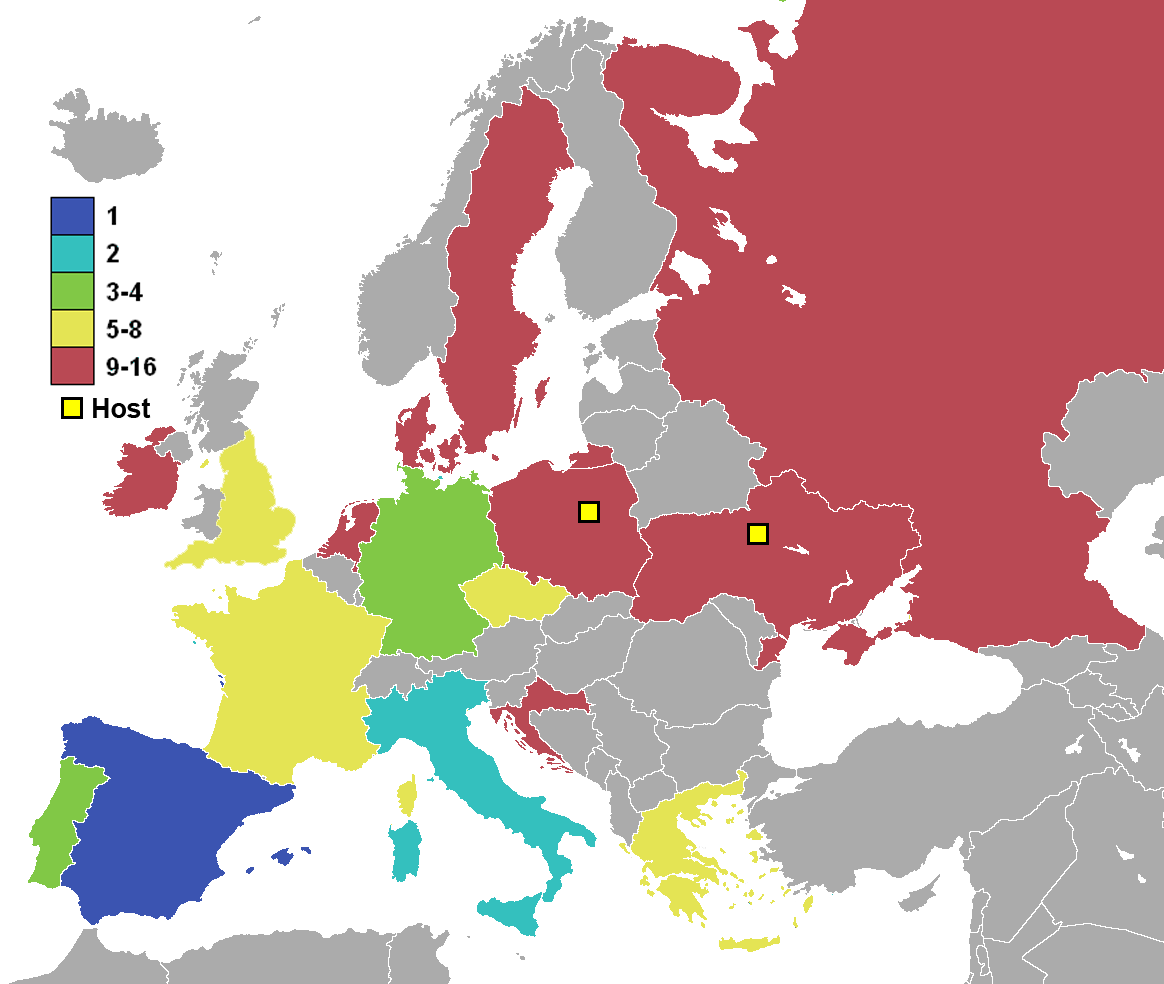
Clasamentul final al echipelor la turneul final

Primele două echipe din fiecare grupă avansează în sferturile de finală, în timp ce ultimele două clasate sunt eliminate din turneu.
Criterii de departajare
Dacă două sau mai multe echipe sunt la egalitate de puncte după ultimul meci din grupă, următoarele criterii vor ajuta la determinarea clasamentului (în conformitate cu paragrafele 8.07 și 8.08 din regulament și amendamentul paragrafului 8.07 adoptat de Comitetul Executiv UEFA):
1. Numărul mai mare de puncte obținute în meciurile directe dintre echipele în cauză;
2. Diferența de goluri mai mare rezultată din meciurile directe dintre echipele în cauză (dacă mai mult de două echipe termină la egalitate de puncte);
3. Numărul mai mare de goluri marcate în meciurile directe dintre echipele în cauză (dacă mai mult de două echipe termină la egalitate de puncte);
4. Dacă, după aplicarea criteriilor 1 - 3 la mai mult de două echipe, două echipe încă sunt la egalitate, criteriile 1 - 3 sunt reaplicate exclusiv meciurilor dintre cele două echipe în cauză pentru a determina clasamentul final. Dacă această procedură nu duce la o decizie, criteriile 5 - 10 sunt aplicate în ordinea dată;
5. Diferența de goluri mai mare în toate meciurile din grupă;
6. Numărul mai mare de goluri marcate în toate meciurile din grupă;
7. Dacă două care echipe sunt la egalitate după aplicarea criteriilor 1 - 6 joacă ultimul meci din grupă una împotriva celeilalte (de exemplu rezultatul este egal după 90 de minute și echipele au același număr de puncte, aceeași diferență de goluri și același număr de goluri marcate) și nicio altă echipă din grupă nu are același număr de puncte, clasamentul este determinat de rezultatul loviturilor de la 11 metri. În caz contrar, criteriile 8 - 10 sunt aplicate în ordinea dată;
8. Poziția în clasamentul coeficienților UEFA;
9. Conduita fair play a echipelor (la turneul final);
10. Tragere la sorți.

Notă: Toate echipele au un coeficient UEFA diferit, deci ultimele două criterii de departajare nu vor putea fi aplicate în acest turneu.
| Legenda culorilor în tabelele grupelor                  |
| ------------------------------------------------------- |
| Primele două echipe se califică în sferturile de finală |
| Ultimele două echipe sunt eliminate din turneu          |

### Grupa A
| Echipa  | MJ | V | E | Î | GM | GP | G  | Pct |
| ------- | -- | - | - | - | -- | -- | -- | --- |
| Cehia   | 3  | 2 | 0 | 1 | 4  | 5  | −1 | 6   |
| Grecia  | 3  | 1 | 1 | 1 | 3  | 3  | 0  | 4   |
| Rusia   | 3  | 1 | 1 | 1 | 5  | 3  | +2 | 4   |
| Polonia | 3  | 0 | 2 | 1 | 2  | 3  | −1 | 2   |

Departajarea dintre Grecia și Rusia s-a făcut pe baza meciului direct, câștigat de Grecia cu scorul de 1–0.
| 8 iunie 2012  |       |         |
| Polonia       | 1 – 1 | Grecia  |
| Rusia         | 4 – 1 | Cehia   |
| 12 iunie 2012 |       |         |
| Grecia        | 1 – 2 | Cehia   |
| Polonia       | 1 – 1 | Rusia   |
| 16 iunie 2012 |       |         |
| Cehia         | 1 – 0 | Polonia |
| Grecia        | 1 – 0 | Rusia   |

### Grupa B
| Echipa        | MJ | V | E | Î | GM | GP | G  | Pct |
| ------------- | -- | - | - | - | -- | -- | -- | --- |
| Germania      | 3  | 3 | 0 | 0 | 5  | 2  | +3 | 9   |
| Portugalia    | 3  | 2 | 0 | 1 | 5  | 4  | +1 | 6   |
| Danemarca     | 3  | 1 | 0 | 2 | 4  | 5  | −1 | 3   |
| Țările de Jos | 3  | 0 | 0 | 3 | 2  | 5  | −3 | 0   |

| 9 iunie 2012  |       |               |
| Țările de Jos | 0 – 1 | Danemarca     |
| Germania      | 1 – 0 | Portugalia    |
| 13 iunie 2012 |       |               |
| Danemarca     | 2 – 3 | Portugalia    |
| Țările de Jos | 1 – 2 | Germania      |
| 17 iunie 2012 |       |               |
| Portugalia    | 2 – 1 | Țările de Jos |
| Danemarca     | 1 – 2 | Germania      |

### Grupa C
| Echipa            | MJ | V | E | Î | GM | GP | G  | Pct |
| ----------------- | -- | - | - | - | -- | -- | -- | --- |
| Spania            | 3  | 2 | 1 | 0 | 6  | 1  | +5 | 7   |
| Italia            | 3  | 1 | 2 | 0 | 4  | 2  | +2 | 5   |
| Croația           | 3  | 1 | 1 | 1 | 4  | 3  | +1 | 4   |
| Republica Irlanda | 3  | 0 | 0 | 3 | 1  | 9  | −8 | 0   |

| 10 iunie 2012     |       |                   |
| Spania            | 1 – 1 | Italia            |
| Republica Irlanda | 1 – 3 | Croația           |
| 14 iunie 2012     |       |                   |
| Italia            | 1 – 1 | Croația           |
| Spania            | 4 – 0 | Republica Irlanda |
| 18 iunie 2012     |       |                   |
| Croația           | 0 – 1 | Spania            |
| Italia            | 2 – 0 | Republica Irlanda |

### Grupa D
| Echipa  | MJ | V | E | Î | GM | GP | G  | Pct |
| ------- | -- | - | - | - | -- | -- | -- | --- |
| Anglia  | 3  | 2 | 1 | 0 | 5  | 3  | +2 | 7   |
| Franța  | 3  | 1 | 1 | 1 | 3  | 3  | 0  | 4   |
| Ucraina | 3  | 1 | 0 | 2 | 2  | 4  | −2 | 3   |
| Suedia  | 3  | 1 | 0 | 2 | 5  | 5  | 0  | 3   |

| 11 iunie 2012 |       |         |
| Franța        | 1 – 1 | Anglia  |
| Ucraina       | 2 – 1 | Suedia  |
| 15 iunie 2012 |       |         |
| Ucraina       | 0 – 2 | Franța  |
| Suedia        | 2 – 3 | Anglia  |
| 19 iunie 2012 |       |         |
| Anglia        | 1 – 0 | Ucraina |
| Suedia        | 2 – 0 | Franța  |

Departajarea dintre Ucraina și Suedia s-a făcut pe baza meciului direct, câștigat de Ucraina cu scorul de 2–1.

## Faza eliminatorie
Toate orele sunt Ora de vară a Europei Centrale (UTC+2) în Polonia și Ora de vară a Europei de Est (UTC+3) în Ucraina.
|  | Sferturi de finală  | Sferturi de finală  |                   |       | Semifinale | Semifinale |  |  | Finală | Finală |
|  |                     |                     |                   |       |            |            |  |  |        |        |
|  | 21 iunie - Varșovia |                     |                   |       |            |            |  |  |        |        |
|  |                     |                     |                   |       |            |            |  |  |        |        |
|  | Cehia               | 0                   |                   |       |            |            |  |  |        |        |
|  | Cehia               | 0                   | 27 iunie – Donețk |       |            |            |  |  |        |        |
|  | Portugalia          | 1                   |                   |       |            |            |  |  |        |        |
|  | Portugalia          | 1                   | Portugalia        | 0 (2) |            |            |  |  |        |        |
|  | 23 iunie - Donețk   |                     | Portugalia        | 0 (2) |            |            |  |  |        |        |
|  |                     |                     | Spania (p)        | 0 (4) |            |            |  |  |        |        |
|  | Spania              | 2                   | Spania (p)        | 0 (4) |            |            |  |  |        |        |
|  | Spania              | 2                   | 1 iulie – Kiev    |       |            |            |  |  |        |        |
|  | Franța              | 0                   |                   |       |            |            |  |  |        |        |
|  | Franța              | 0                   | Spania            | 4     |            |            |  |  |        |        |
|  | 22 iunie - Gdańsk   |                     | Spania            | 4     |            |            |  |  |        |        |
|  |                     | Italia              | 0                 |       |            |            |  |  |        |        |
|  | Germania            | Italia              | 0                 | 4     |            |            |  |  |        |        |
|  | Germania            | 28 iunie – Varșovia |                   | 4     |            |            |  |  |        |        |
|  | Grecia              | 2                   |                   |       |            |            |  |  |        |        |
|  | Grecia              | 2                   | Germania          | 1     |            |            |  |  |        |        |
|  | 24 iunie - Kiev     |                     | Germania          | 1     |            |            |  |  |        |        |
|  |                     |                     | Italia            | 2     |            |            |  |  |        |        |
|  | Anglia              | 0 (2)               | Italia            | 2     |            |            |  |  |        |        |
|  | Anglia              | 0 (2)               |                   |       |            |            |  |  |        |        |
|  | Italia (p)          | 0 (4)               |                   |       |            |            |  |  |        |        |
|  | Italia (p)          | 0 (4)               |                   |       |            |            |  |  |        |        |
|  |                     |                     |                   |       |            |            |  |  |        |        |

### Sferturi de finală
| Cehia | 0 – 1  | Portugalia  |
| ----- | ------ | ----------- |
|       | Raport | Ronaldo 79' |

| Germania                                | 4 – 2  | Grecia                            |
| --------------------------------------- | ------ | --------------------------------- |
| Lahm 39' Khedira 61' Klose 68' Reus 74' | Raport | Samaras 55' Salpigidis 89' (pen.) |

| Spania                   | 2 – 0  | Franța |
| ------------------------ | ------ | ------ |
| Alonso 19', 90+1' (pen.) | Raport |        |

| Anglia                          | 0 – 0 (d.p.) | Italia                                              |
| ------------------------------- | ------------ | --------------------------------------------------- |
|                                 | Raport       |                                                     |
| Gerrard · Rooney · Young · Cole | 2 – 4        | Balotelli · Montolivo · Pirlo · Nocerino · Diamanti |

### Semifinale
| Portugalia                     | 0 – 0 (d.p.) | Spania                                      |
| ------------------------------ | ------------ | ------------------------------------------- |
|                                | Raport       |                                             |
| Moutinho · Pepe · Nani · Alves | 2 – 4        | Alonso · Iniesta · Pique · Ramos · Fàbregas |

| Germania          | 1 – 2  | Italia             |
| ----------------- | ------ | ------------------ |
| Özil 90+2' (pen.) | Raport | Balotelli 20', 36' |

### Finala
| Spania                                 | 4 – 0  | Italia |
| -------------------------------------- | ------ | ------ |
| Silva 14' Alba 41' Torres 84' Mata 88' | Raport |        |

## Statistici

### Golgheteri
3 goluri
| - Mario Mandžukić - Mario Gómez | - Mario Balotelli - Cristiano Ronaldo | - Alan Dzagoev - Fernando Torres |

2 goluri
| - Petr Jiráček - Václav Pilař - Nicklas Bendtner - Michael Krohn-Dehli | - Dimitris Salpigidis - Xabi Alonso - Cesc Fàbregas | - David Silva - Zlatan Ibrahimović - Andrei Șevcenko |

1 gol
| - Nikica Jelavić - Andy Carroll - Joleon Lescott - Wayne Rooney - Theo Walcott - Danny Welbeck - Yohan Cabaye - Jérémy Ménez - Samir Nasri - Lars Bender - Sami Khedira - Miroslav Klose - Philipp Lahm | - Mesut Özil - Lukas Podolski - Marco Reus - Theofanis Gekas - Giorgos Karagounis - Dimitris Salpigidis - Sean St Ledger - Antonio Cassano - Antonio Di Natale - Andrea Pirlo - Rafael van der Vaart - Robin van Persie | - Jakub Błaszczykowski - Robert Lewandowski - Pepe - Hélder Postiga - Silvestre Varela - Roman Pavliucenko - Roman Șirokov - Jordi Alba - Juan Mata - Jesús Navas - Sebastian Larsson - Olof Mellberg |

Autogoluri
- Glen Johnson (în meciul împotriva Suediei)

### Premii
Echipa turneului UEFA
Echipa tehnică a UEFA a fost însărcinată cu numirea unui lot compus din cei mai buni 23 de jucători ai turneului. Grupul, format din unsprezece analiști, a analizat fiecare meci de la turneu înainte de a da decizia după finală. Zece jucători din echipa campioană a spaniei au fost selectați, în timp ce Zlatan Ibrahimović este singurul jucător eliminat după faza grupelor care a fost inclus.
| Portari          | Fundași        | Mijlocași        | Atacanți           |
| Iker Casillas    | Jordi Alba     | Steven Gerrard   | Cesc Fàbregas      |
| Manuel Neuer     | Gerard Piqué   | Sami Khedira     | David Silva        |
| Gianluigi Buffon | Sergio Ramos   | Mesut Özil       | Mario Balotelli    |
|                  | Philipp Lahm   | Andrea Pirlo     | Cristiano Ronaldo  |
|                  | Fábio Coentrão | Daniele De Rossi | Zlatan Ibrahimović |
|                  | Pepe           | Xabi Alonso      |                    |
|                  |                | Sergio Busquets  |                    |
|                  |                | Xavi             |                    |
|                  |                | Andrés Iniesta   |                    |

Gheata de aur
În cazul unei egalități, Gheata de aur va fi acordată jucătorului cu cele mai multe pase de gol. Dacă încă există egalitate, câștigătorul va fi jucătorul cu cele mai puține minute jucate în turneu. Fernando Torres a dat o pasă de gol, la fel ca Mario Gómez, dar a jucat doar 189 de minute, în timp ce Gómez a jucat 281 de minute. Klaas-Jan Huntelaar (Țările de Jos) a fost golgheterul Campionatului European de Fotbal 2012 cu 12 goluri incluzând și calificările.
- Fernando Torres (3 goluri)[28]

Jucătorul turneului UEFA
- Andrés Iniesta[1]

### Suspendări
La turneul final, un jucător este suspendat pentru următorul meci din competiție pentru primirea unui cartonaș roșu sau pentru acumularea a două cartonașe galbene în două meciuri diferite. Corpul de Control și Disciplină a UEFA are abilitatea să mărească suspendarea pentru un singur meci în cazul cartonașelor roșii (de exemplu pentru comportament violent). Cartonașele galbene sunt șterse la finalul sferturilor de finală, nefiind luate în calcul în semifinale (deci un jucător poate fi suspendat în finală doar prin primirea unui cartonaș roșu în semifinală). Cartonașele galbene și acumularea de cartonașe galbene nu sunt luate în calcul pentru meciurile de calificare la Campionatul Mondial de Fotbal 2014. Următorii jucători au fost suspendați pentru unul sau mai multe meciuri ca urmare a acumulării de cartonașe roșii sau galbene:
| Jucător                   | Abatere                                            | Suspendare                                          | Note                                                                             |
| ------------------------- | -------------------------------------------------- | --------------------------------------------------- | -------------------------------------------------------------------------------- |
| Wayne Rooney              | într-un meci de calificare v Muntenegru            | Grupa D v Franța Grupa D v Suedia                   | Suspendat din cauza unui cartonaș roșu în ultimul meci de calificare din grupa G |
| Sokratis Papastathopoulos | în grupa A v Polonia                               | Grupa A v Cehia                                     |                                                                                  |
| Wojciech Szczęsny         | în grupa A v Grecia                                | Grupa A v Rusia                                     |                                                                                  |
| Jérôme Boateng            | în grupa B v Portugalia în grupa B v Țările de Jos | Grupa B v Danemarca                                 |                                                                                  |
| Giorgos Karagounis        | în grupa A v Polonia în grupa A v Rusia            | Sfertul de finală v Germania                        |                                                                                  |
| José Holebas              | în grupa A v Polonia în grupa A v Rusia            | Sfertul de finală v Germania                        |                                                                                  |
| Keith Andrews             | în grupa C v Italia                                | Calificările pentru Campionatul Mondial v Kazahstan |                                                                                  |
| Philippe Mexès            | în grupa D v Ucraina în grupa D v Suedia           | Sfertul de finală v Spania                          |                                                                                  |
| Christian Maggio          | în grupa C v Spania în sfertul de finală v Anglia  | Semifinala v Germania                               |                                                                                  |

Pe lângă măsurile disciplinare pentru cartonașe galbene și roșii, UEFA a amendat Uniunea de Fotbal a Rusiei cu 120.000 €, 30.000 € și 35.000 € (trei incidente separate); Federația Germană de Fotbal cu 10.000 €, Federația Croată de Fotbal cu 25.000 € și 80.000 € (două incidente separate) și The Football Association (Anglia) cu 5.000 € pentru incidentele create de spectatori. Pe lângă amenda de 120.000 € pe care Uniunea de Fotbal a Rusiei a primit-o pentru un incident creat de spectatori, UEFA a penalizat Rusia cu 6 puncte în preliminariile Campionatului European de Fotbal 2016. Federația Portugheză de Fotbal a fost amendată cu 5.000 € pentru întârzierea începerii celei de-a doua reprize a meciului contra Germaniei. În plus față de acestea, atacantul danez Nicklas Bendtner a fost amendat cu 100.000 € și a primit o suspendare pentru un meci (care va fi pusă în aplicare în cadrul calificărilor pentru Campionatul Mondial 2014) pentru reclamă mascată, încălcând regulamentele UEFA, în timpul celebrării celui de-al doilea gol al său în meciul contra Portugaliei.

### Penaltiuri
Marcate
- Dimitris Salpigidis pentru Grecia în meciul împotriva Germaniei
- Xabi Alonso pentru Spania în meciul împotriva Franța
- Mesut Özil pentru Germania în meciul împotriva Italiei

Ratate
- Giorgos Karagounis pentru Grecia în meciul împotriva Poloniei, apărat de Przemysław Tytoń

## Promovare

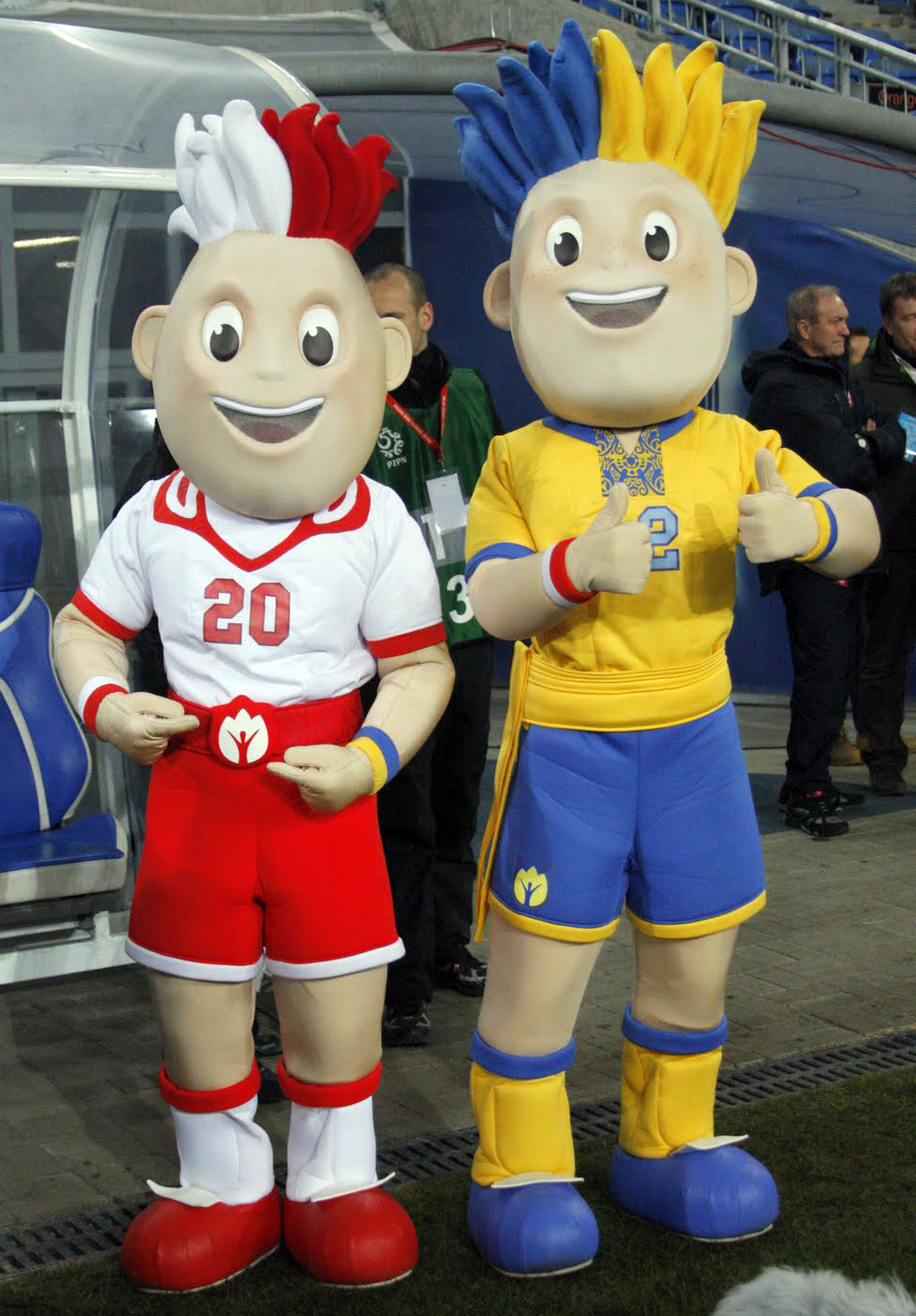
Slavek și Slavko

### Mingea oficială
Adidas Tango 12 este mingea oficială a Campionatului European de Fotbal 2012. Mingea este denumită după familia originală de mingi de fotbal Adidas Tango; totuși, Tango 12 și variantele ei au un aspect complet nou. Alte variante ale mingii au fost folosite în alte competiții contemporane printre care Cupa Africii pe Națiuni 2012 și Jocurile Olimpice de vară din 2012. Este proiectată să fie mai ușor de controlat și driblat cu ea decât Adidas Jabulani, folosită la Campionatul Mondial de Fotbal 2010.

### Logo, slogan și cântece oficiale
Sloganul competiției, Împreună creăm istoria (în poloneză Razem tworzymy przyszłość, literal, „Împreună creăm viitorul”, în ucraineană Творимо історію разом, Tvorymo istoriu razom), a fost anunțat împreună cu logoul. Logoul oficial al turneului a fost dezvelit în cadrul unui eveniment special în Piața Mykhailivska din centrul orașului Kiev, pe 14 decembrie 2009. Acesta a fost realizat de grupul portughez Brandia Central. Ideea de bază a pornit de la arta tradițională a decupării hârtiei practicată în zonele rurale din Polonia și Ucraina. Forma simbolizează natura zonelor rurale din cele două țări. Ca parte a evenimentului, obiectivele turistice din cele opt orașe gazdă au fost iluminate cu logoul turneului.
Cântecul oficial Euro 2012 este „Endless Summer” al cântăreței germane Oceana. În plus, UEFA a păstrat melodia compusă de Rollo Armstrong a trupei Faithless. Irlanda a produs de asemenea un cântec oficial: „The Rocky Road to Poland” înregistrat printr-o colaborare a mai multor cântăreți irlandezi. În Spania, compania de televiziune Mediaset España a comandat cântecul „No hay 2 sin 3”, cântat de David Bisbal și Cali & El Dandee și produs de RedOne.
Când echipele ies din stadion și înainte de intonarea imnurilor naționale este redat cântecul „Heart of Courage” de Two Steps From Hell. Turneul a fost de asemenea asociat cu cântecul „Seven Nation Army” de The White Stripes, care a fost redat în stadioane după fiecare gol.

### Turul trofeului
Trofeul Henri Delaunay a început o călătorie prin orașele gazdă cu șapte săptămâni înainte de începerea competiției. Cu o sută de zile înainte de primul meci, un balon cu aer cald de 35,5 de metri înălțime cu aspectul trofeului a fost lansat din localitatea localității Nyon, Elveția și a vizitat 14 orașe din țările gazdă, amintind spectatorilor de turneu. Pe 20 aprilie 2012, trofeul și-a început turul, trecând prin orașele Varșovia, Wrocław, Gdańsk, Poznań, Cracovia, Katowice și Łódź. După orașele poloneze, trofeul a vizitat șapte orașe ucrainene: Kiev, Ivano-Frankivsk, Harkov, Donețk, Dniepropetrovsk, Liov și Odesa

### Mercantizare și mascote
UEFA a semnat un acord mondial de licențiere cu Warner Bros. pentru a ajuta la promovarea turneului Acordul implica licențierea către terți pentru: accesorii, îmbrăcăminte, accesorii automobilisticem, accesorii și produse pentru bebeluși, sacoșe, accesorii pentru calculatoare, pahare și căni, încălțăminte, suveniruri, produse și accesorii pentru casă, bijuterii, publicații, accesorii sportive, papetărie și instrumente de scris, jucării și jocuri.
Tot produse Warner Bros. sunt și Slavek și Slavko, mascotele oficiale ale Campionatului European de Fotbal 2012. Ei sunt gemeni și reprezintă fotbaliștii țarilor gazdă, polonez și ucrainean, în culorile naționale. Mascotele au fost prezentate în decembrie 2010. Ei sunt similari cu Trix și Flix de la Euro 2008. Ca în 2008, numele de Slavek și Slavko au fost alese în urma unui vot pe internet, celelalte două variante fiind „Siemko și Strimko” și „Klemek și Ladko”.

## Sponsorizări
UEFA a anunțat zece sponsori globali și trei sponsori naționali pentru Polonia și Ucraina:

### Sponsori globali
Campionatele au doisprezece sponsori globali oficiali:
- Adidas
- Canon[61]
- Castrol
- Coca-Cola[62]
- Continental[63]
- Orange și Telekomunikacja Polska[64]
- Hyundai-Kia
- Carlsberg[65]
- McDonald's[66]
- Sharp[67]

### Sponsorii evenimentelor

#### Ucraina
- Ukrtelecom
- Epicenter
- Ukrsotsbank PJSC[68]

#### Polonia
- E. Wedel[69]
- Bank Pekao
- MasterCard